# 3C 48
3C48 — квазар, відкритий у 1960 році. Це було друге радіоджерело, надійно класифіковане як квазар.
3C48 став першим джерелом із Третього Кембриджського каталогу радіоджерел, яке Аллан Сендейдж і Томас А. Метьюз у 1960 році шляхом радіоінтерферометрії ототожнили з галактикою, видимою в оптичному діапазоні. Джессі Л. Грінстайн і Томас Метьюз виявили, що червоний зсув у спектрі квазара становить 0,367 — найбільший серед відомих на той час. Лише в 1982 році було підтверджено, що тьмяна галактика навколо 3C48 має такий самий червоний зсув, що підтвердило ідентифікацію квазара як об'єкта у далекій галактиці і стало першим надійним ототожненням квазара з галактикою на тому ж червоному зсуві.
3C 48 є одним із чотирьох основних калібраторів, які використовуються у Very Large Array (разом із 3C 138, 3C 147 і 3C 286). Видимість усіх інших джерел калібрується за допомогою спостережуваної видимості одного з цих чотирьох калібраторів.